# Târgu Frumos
Târgu Frumos – miasto w Rumunii, w okręgu Jassy. Liczy 14 tys. mieszkańców (2006).